# Socorristas

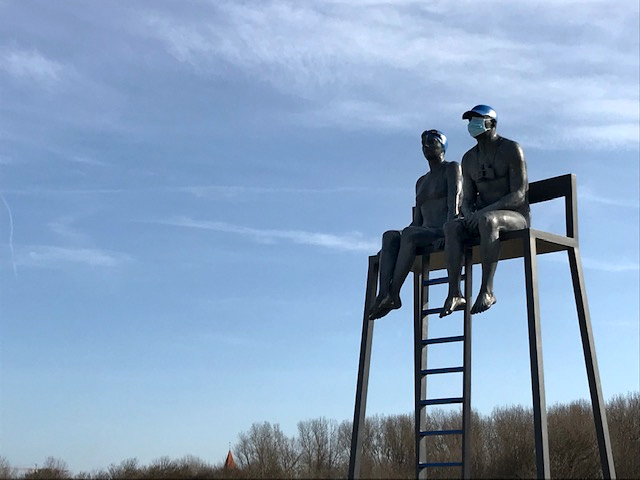

Soccoristas is een beeld van de hand van de Spaanse kunstenares Aurora Canero. Het bevindt zich in de duinen van het Directeur-Generaal Willemspark in de Belgische plaats Heist.
De sculptuur heeft een metalen structuur, weegt 570 kilogram en werd verankerd op een betonplaat. Het is metaalkleurig met als opvallend accent de blauwe pet en badmuts van beide figuren.
Het stelt een vrouw in badpak en een man in zwembroek met verrekijker voor die vanop een redderstoel turen naar de zee. Vroeger stond het al op een andere locatie in Knokke in het kader van het project ‘Beelden In de Stad', maar het gemeentebestuur vond in 2016 dat het beter paste in de duinen. In de volksmond kreeg het de naam ‘de strandredders’.

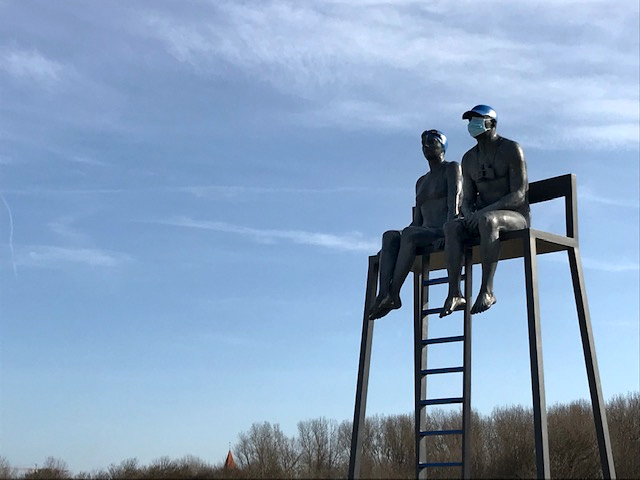
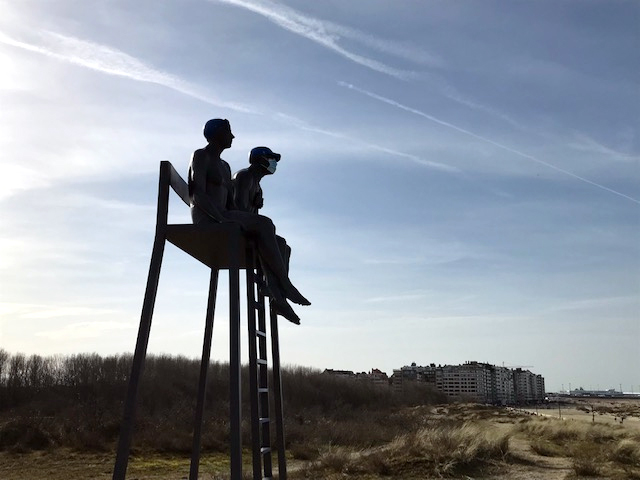